# Drekulyatelep
Drekulyatelep (románul: Drăculea Bandului) falu Romániában, Maros megyében. Közigazgatásilag Mezőbánd községhez tartozik.

## Fekvése
A Mezőség délkeleti részén fekszik, Mezőbándtól 3 km-re északnyugatra.